# Columbus, Ohio
Columbus är huvudstad i delstaten Ohio i USA och har en yta av 550,5 kvadratkilometer och omkring 892 533 invånare (år 2018). 

## Sport
- Columbus Crew MLS
- Columbus Blue Jackets NHL
- Columbus Destroyers Arena Football League

## Kända personer från Columbus
- Jack Nicklaus
- Granville T. Woods
- Jesse Owens
- Eddie Rickenbacker
- Majel Barrett
- Curtis LeMay
- Andrew Hampsten
- Bobby Rahal
- Philip Michael Thomas
- Roman Atwood
- Tyler Joseph
- Josh Dun
- Simone Biles